# Jaíba
Jaíba é um município brasileiro do estado de Minas Gerais. Sua população recenseada em 2022 era de 37 660 habitantes.
O município é limitado a norte com Matias Cardoso e Gameleiras, a oeste com Itacarambi, a leste com Pai Pedro e a sul com Varzelândia, Verdelândia e Janaúba. O ponto mais alto do município é de 470 metros, na região central da cidade.

## História
O município foi criado pela Lei Estadual nº 10.784, de 27 de abril de 1992.

## Geografia

### Clima
Segundo dados do Instituto Nacional de Meteorologia (INMET), referentes ao período de 1976 a 1984, 1986 a 1988 e a partir de 1990, a menor temperatura registrada em Jaíba, no distrito de Mocambinho, foi de 9 °C em 20 de junho de 1988 e a maior atingiu 41,5 °C em 13 de novembro de 2015. O maior acumulado de precipitação em 24 horas foi de 132,9 milímetros (mm) em 26 de novembro de 2007. Outros grandes acumulados iguais ou superiores a 100 mm foram: 105,7 mm em 27 de março de 1981, 104,7 mm em 27 de outubro de 2009, 104,2 mm em 11 de março de 1994, 103,9 mm em 5 de fevereiro de 2007, 103,2 mm em 16 de janeiro de 2002 e 101,4 mm em 2 de abril de 2024.
| Dados climatológicos para Jaíba (Mocambinho) | Dados climatológicos para Jaíba (Mocambinho) | Dados climatológicos para Jaíba (Mocambinho) | Dados climatológicos para Jaíba (Mocambinho) | Dados climatológicos para Jaíba (Mocambinho) | Dados climatológicos para Jaíba (Mocambinho) | Dados climatológicos para Jaíba (Mocambinho) | Dados climatológicos para Jaíba (Mocambinho) | Dados climatológicos para Jaíba (Mocambinho) | Dados climatológicos para Jaíba (Mocambinho) | Dados climatológicos para Jaíba (Mocambinho) | Dados climatológicos para Jaíba (Mocambinho) | Dados climatológicos para Jaíba (Mocambinho) | Dados climatológicos para Jaíba (Mocambinho) |
| Mês | Jan                                          | Fev                                          | Mar                                          | Abr                                          | Mai                                          | Jun                                          | Jul                                          | Ago                                          | Set                                          | Out                                          | Nov                                          | Dez                                          | Ano                                          |
| --- | -------------------------------------------- | -------------------------------------------- | -------------------------------------------- | -------------------------------------------- | -------------------------------------------- | -------------------------------------------- | -------------------------------------------- | -------------------------------------------- | -------------------------------------------- | -------------------------------------------- | -------------------------------------------- | -------------------------------------------- | -------------------------------------------- |
| Temperatura máxima recorde (°C) | 39,4                                         | 39,4                                         | 39                                           | 38,6                                         | 36,9                                         | 36,8                                         | 36,2                                         | 38                                           | 41,1                                         | 41,4                                         | 41,5                                         | 40,3                                         | 41,5                                         |
| Temperatura máxima média (°C) | 32,2                                         | 33                                           | 32,3                                         | 32,3                                         | 31,7                                         | 30,8                                         | 30,7                                         | 32,1                                         | 33,8                                         | 34,4                                         | 32,4                                         | 31,8                                         | 32,3                                         |
| Temperatura média compensada (°C) | 25,6                                         | 25,8                                         | 25,5                                         | 25                                           | 23,7                                         | 22,3                                         | 21,9                                         | 23,1                                         | 25,2                                         | 26,6                                         | 25,8                                         | 25,4                                         | 24,7                                         |
| Temperatura mínima média (°C) | 20,8                                         | 20,6                                         | 20,5                                         | 19,6                                         | 17,4                                         | 15,4                                         | 14,6                                         | 15,1                                         | 17,6                                         | 20,1                                         | 20,8                                         | 20,9                                         | 18,6                                         |
| Temperatura mínima recorde (°C) | 15,9                                         | 16,1                                         | 15,7                                         | 13,9                                         | 10,9                                         | 9                                            | 9,2                                          | 9,6                                          | 11                                           | 12,3                                         | 15,3                                         | 16,3                                         | 9                                            |
| Precipitação (mm) | 149,5                                        | 95                                           | 112                                          | 54,4                                         | 7,9                                          | 1,7                                          | 0,8                                          | 1,3                                          | 6,7                                          | 58,4                                         | 153,7                                        | 192,8                                        | 834,2                                        |
| Dias com precipitação (≥ 1 mm) | 9                                            | 7                                            | 9                                            | 4                                            | 1                                            | 0                                            | 0                                            | 0                                            | 1                                            | 5                                            | 10                                           | 12                                           | 58                                           |
| Umidade relativa compensada (%) | 75,9                                         | 73,4                                         | 75,7                                         | 72,3                                         | 67,3                                         | 63,7                                         | 61,2                                         | 55,5                                         | 53                                           | 57,7                                         | 72                                           | 77,6                                         | 67,1                                         |
| Insolação (h) | 231,7                                        | 233,7                                        | 232,2                                        | 252,9                                        | 269,6                                        | 268,6                                        | 280,2                                        | 290,2                                        | 265,7                                        | 232,1                                        | 184,1                                        | 183,5                                        | 2 924,5                                      |
| Fonte: Instituto Nacional de Meteorologia (INMET) (normal climatológica de 1981-2010; recordes de temperatura: 1976 a 1984, 1986 a 1988 e 1990-presente) |                                              |                                              |                                              |                                              |                                              |                                              |                                              |                                              |                                              |                                              |                                              |                                              |                                              |